# Portlandit

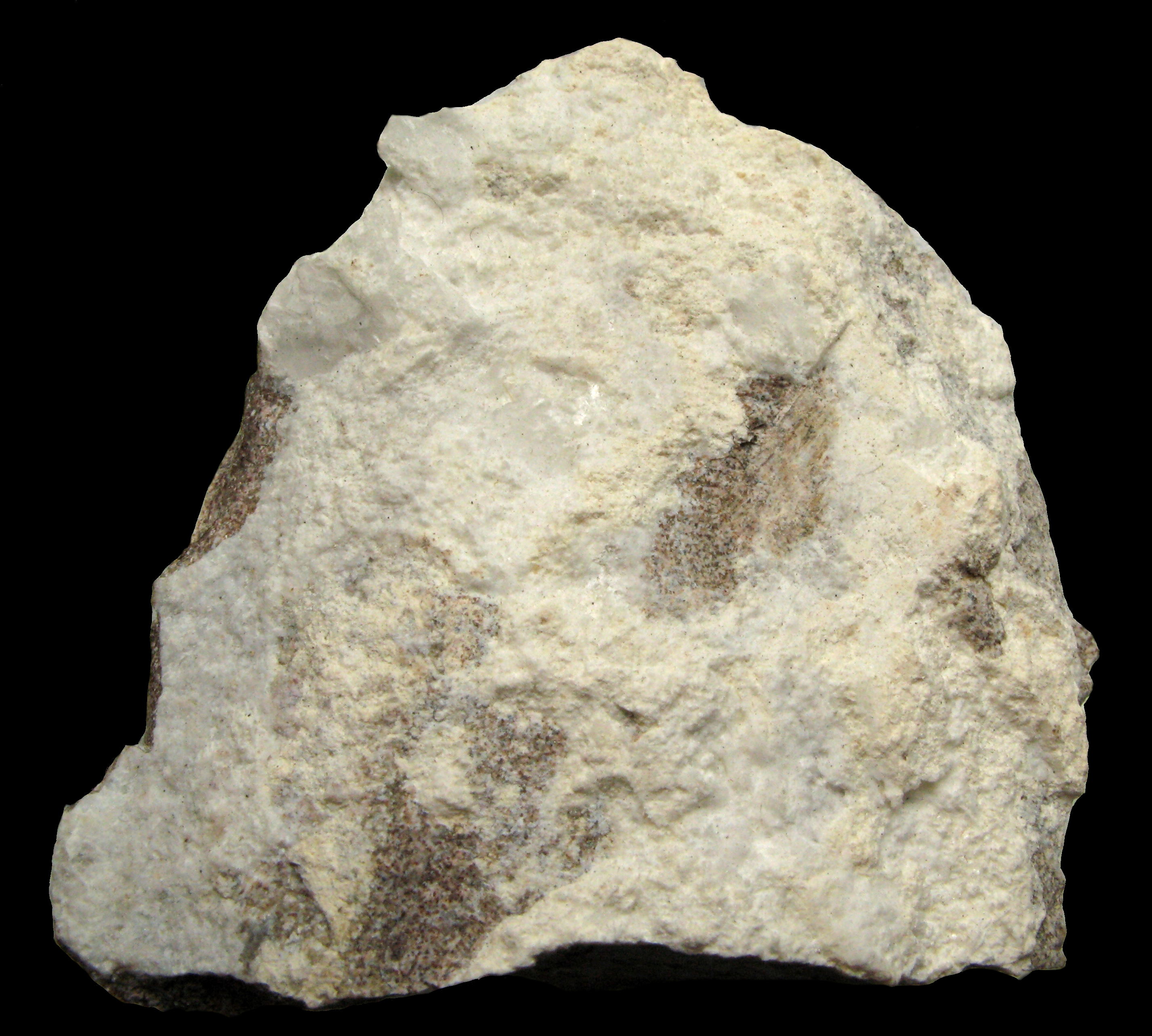
Một mẫu portlandit có chứa ettringit.

Portlandit là một khoáng vật chứa hydroxide thường được coi là một khoáng vật oxide. Đây là dạng tự nhiên của calci hydroxide (Ca(OH)2) và là dạng tương tự calci của brucit (Mg(OH)2).